# Nors socken
Nors socken i Värmland ingick i Grums härad, ingår sedan 1971 i Karlstads kommun och motsvarar från 2016 Nors distrikt.
Socknens areal är 106,04 kvadratkilometer varav 104,28 land. År 2000 fanns här 4 846 invånare. Godset Höglunda, exercisplatsen Trossnäs fält, tätorterna Edsvalla och Vålberg (del av) samt sockenkyrkan Nors kyrka ligger i socknen.   

## Administrativ historik
Socknen har medeltida ursprung. 
Vid kommunreformen 1862 övergick socknens ansvar för de kyrkliga frågorna till Nors församling och för de borgerliga frågorna bildades Nors landskommun. Landskommunen utökades 1952 och uppgick 1971 i Karlstads kommun. Församlingen uppgick 2006 i Nor-Segerstads församling.
1 januari 2016 inrättades distriktet Nor, med samma omfattning som församlingen hade 1999/2000.  
Socknen har tillhört län, fögderier, tingslag och domsagor enligt vad som beskrivs i artikeln Grums härad. De indelta soldaterna tillhörde Värmlands regemente, Grums kompani.

## Geografi
Nors socken ligger nordväst om Karlstad kring Norsälven. Socknen har odlingsbygd i söder och kring älven, mossbygd i sydost och skogsbygd i väster och nordost.

## Fornlämningar
Från bronsåldern finns cirka 40 gravrösen. Från järnåldern finns gravfält en storhög och två fornborgar.

## Namnet
Namnet skrevs 1359 Noor och kommer troligen från en gård. Namnet ineehåller nor, här i betydelsen 'utloppså', syftande på Ävjans utlopp i Norsälven.

## Befolkningsutveckling
| Befolkningsutvecklingen i Nors socken 1780–1990                                                          | Befolkningsutvecklingen i Nors socken 1780–1990 | Befolkningsutvecklingen i Nors socken 1780–1990 | Befolkningsutvecklingen i Nors socken 1780–1990 | Befolkningsutvecklingen i Nors socken 1780–1990 |
| --- | ----------------------------------------------- | ----------------------------------------------- | ----------------------------------------------- | ----------------------------------------------- |
| |                                                 |                                                 |                                                 |                                                 |
| År |                                                 |                                                 | Folkmängd                                       |                                                 |
| 1780 | 1780                                            |                                                 | 1 115                                           |                                                 |
| 1790 | 1790                                            |                                                 | 1 358                                           |                                                 |
| 1800 | 1800                                            |                                                 | 1 560                                           |                                                 |
| 1810 | 1810                                            |                                                 | 1 767                                           |                                                 |
| 1820 | 1820                                            |                                                 | 2 151                                           |                                                 |
| 1830 | 1830                                            |                                                 | 2 434                                           |                                                 |
| 1840 | 1840                                            |                                                 | 2 639                                           |                                                 |
| 1850 | 1850                                            |                                                 | 2 582                                           |                                                 |
| 1860 | 1860                                            |                                                 | 2 652                                           |                                                 |
| 1870 | 1870                                            |                                                 | 2 847                                           |                                                 |
| 1880 | 1880                                            |                                                 | 3 108                                           |                                                 |
| 1890 | 1890                                            |                                                 | 3 014                                           |                                                 |
| 1900 | 1900                                            |                                                 | 3 309                                           |                                                 |
| 1910 | 1910                                            |                                                 | 3 380                                           |                                                 |
| 1920 | 1920                                            |                                                 | 3 249                                           |                                                 |
| 1930 | 1930                                            |                                                 | 3 115                                           |                                                 |
| 1940 | 1940                                            |                                                 | 2 840                                           |                                                 |
| 1950 | 1950                                            |                                                 | 4 536                                           |                                                 |
| 1960 | 1960                                            |                                                 | 5 439                                           |                                                 |
| 1970 | 1970                                            |                                                 | 6 127                                           |                                                 |
| 1980 | 1980                                            |                                                 | 5 894                                           |                                                 |
| 1990 | 1990                                            |                                                 | 5 332                                           |                                                 |
| Anm: Källor: Umeå universitet - Tabellverket 1749-1859, Demografiska databasen, CEDAR, Umeå universitet. |                                                 |                                                 |                                                 |                                                 |